# تونیه پاتانو
تونیه پاتانو (به انگلیسی: Tonye Patano) هنرپیشه آمریکایی است.

## فیلم‌شناسی
- ویدز
- مردان کمپانی
- هر چیز پنهانی (فیلم)
- پارتیزان
- فاجعه
- عالی جدید و شگفت‌انگیز